# Ratamosa (Teksas)
Ratamosa je naseljeno mjesto za statističke potrebe u američkoj saveznoj državi Teksas. Prema popisu stanovništva iz 2010. u njemu je živjelo 254 stanovnika.